# South Weston
South Weston – wieś w Anglii, w hrabstwie Oxfordshire, w dystrykcie South Oxfordshire. Leży 21 km na południowy wschód od Oksfordu i 63 km na zachód od Londynu.